# Tuati Peak
Der Tuati Peak ist ein 2595 m hoher Berg im ostantarktischen Viktorialand. In der Royal Society Range ragt er aus der Nordwand des Mitchell-Gletschers an dessen Kopfende auf.
Das New Zealand Geographic Board benannte ihn 1993 nach dem maorischen Namen des Matrosen John Sac, Sohn des schottischen Kartographen William Stewart, der von Bord der der Sloop USS Vincennes bei der United States Exploring Expedition (1838–1842) unter der Leitung des US-amerikanischen Polarforschers Charles Wilkes als erster Neuseeländer das antarktische Festland erblickt hatte.